# Микитче
Микитче — лісовий заказник місцевого значення. Об'єкт розташований на території Олевського району Житомирської області, ДП «Олевське ЛГ», Журжевицьке лісництво, кв . 44, 45, 47, 48, 49, 51, 53,60; Хочинське лісництво, кв. 51, вид. 19—25; кв. 52; кв. 56, вид. 7—15; кв. 58, 63, 64, 65, 69; Юрівське лісництво, кв. 1—4, 6—8, 12, 13.
Площа — 3298,8 га, статус отриманий у 2001 році.